# Perryena leucometopon
Perryena leucometopon is een straalvinnige vissensoort uit de familie van congiopoden (Congiopodidae). De wetenschappelijke naam van de soort is voor het eerst geldig gepubliceerd in 1922 door Waite.